# Cavenago di Brianza

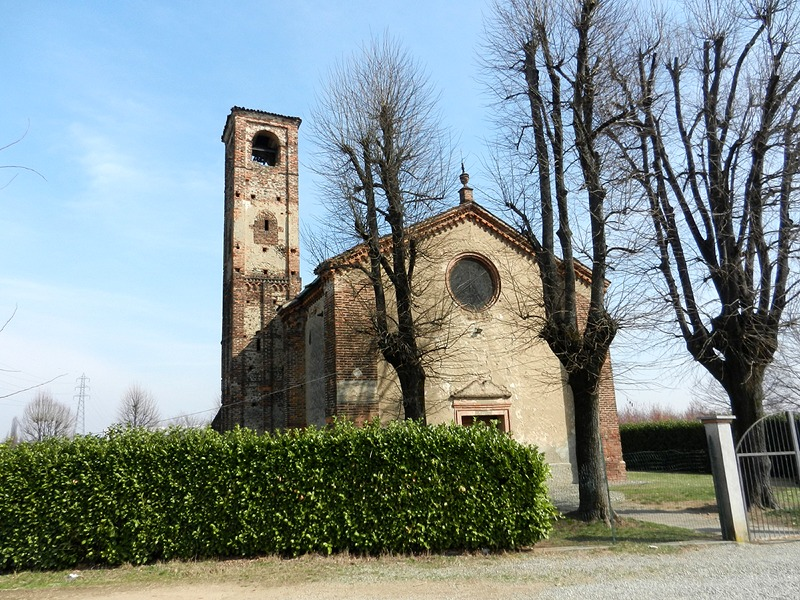
Madonna Campi, Cavenago di Brianza

Cavenago di Brianza is een gemeente in de Italiaanse provincie Monza e Brianza (regio Lombardije) en telt 6276 inwoners (31-12-2004). De oppervlakte bedraagt 4,4 km², de bevolkingsdichtheid is 1529 inwoners per km².

## Demografie
Cavenago di Brianza telt ongeveer 2438 huishoudens. Het aantal inwoners steeg in de periode 1991-2001 met 21,8% volgens cijfers uit de tienjaarlijkse volkstellingen van ISTAT.
| Jaar | Inwoneraantal |
| ---- | ------------- |
| 1991 | 5020          |
| 2001 | 6116          |

## Geografie
Cavenago di Brianza grenst aan de volgende gemeenten: Ornago, Burago di Molgora, Basiano, Agrate Brianza, Cambiago.